# Viola Hammer
Viola Hammer (* 1985 in Bad Radkersburg) ist eine österreichische Jazzmusikerin (Piano, Komposition).

## Wirken
Hammer lernte zunächst Blockflöte, dann an der örtlichen Musikschule Klavier. Als Jugendliche interessiere sie sich für Grunge und Punkrock und spielte in einer Band Nirvana-Covers. Ab 2000 wurde sie am Johann-Joseph-Fux-Konservatorium des Landes Steiermark zunächst klassisch ausgebildet, dann auch (bei Olaf Polziehn) am Jazzpiano. Sie erhielt dann 2007/2008 Unterricht bei Rob Bargad am Kärntner Landeskonservatorium. Von 2008 bis 2012 studierte sie zunächst Jazzklavier an der Kunstuniversität Graz, von 2012 bis 2014 absolvierte sie den Master in Komposition und Arrangement bei Ed Partyka und Michael Abene. Weiterhin absolvierte sie Workshops bei Jim McNeely, John Hollenbeck, Fred Hersch und Dick Oatts.
Seit 2009 leitete Hammer ihr Trio mit Bassist Lukas Raumberger und Schlagzeuger Mathias Ruppnig bzw. Philipp Kopmajer, mit dem sie bei Unit Records das Album Close-Up (2014) vorlegte. In ihrer elfköpfigen Formation Heartbeat Project verknüpft sie lyrische Kompositionen mit Elementen aus der Minimal- und der elektronischen Musik. 2020 erschien ihr Solo-Piano-Album Places in der Ö1-Edition Contemporary Jazz. Seit 2023 ist sie auch im Flipside Collective aktiv, wo sie zudem neben der Saxophonistin Alana McPherson komponiert. Weiterhin ist sie als Begleiterin bei Birds Against Hurricanes (fluegge), in Christian Muthspiels Orjazztra, bei Marina & The Kats und im Quartett Phraim mit Marc Mezgolits, Peter Primus Frosch und Nina Reiter tätig (Tides, Hysteria).
Hammer erhielt 2020 das Andrzej-Dobrowolski-Kompositionsstipendium des Landes Steiermark „für ihre starke, eigenständige Stimme in der österreichischen und internationalen Jazzszene.“